# 배뱅이굿
배뱅이굿은 한국에서 노래와 춤을 섞어서 하는 놀이이자 음악이다. 서도 소리의 하나로 한사람의 소리꾼이 장구 반주로 소리와 말과 몸짓을 섞어 배뱅이 이야기를 서사적으로 공연하는 것으로 판소리와 공연방법이 비슷하나 판소리가 북 반주로 남도육자배기토리(南道民謠調)가 주가 되는 데 비하여, <배뱅이굿>은 장구 반주로 서도수심가토리(西道民謠調)가 주가 된다. 지금까지 <배뱅이굿>은 평안도 용강(龍岡) 소리꾼 김관준(金寬俊) 창작설만이 알려졌으나, 1947년에 유인만(柳寅晩)에게서 비롯되었다고 전해지는 황해도 계통 <배뱅이굿>의 채록본이 1983년에 발견되어 <배뱅이굿>의 유래는 더욱 복잡한 것으로 보이고 있다.

## 줄거리
문벌 높은 집안의 귀한 무남독녀로 태어난 배뱅이는 태어날 때 어머니의 꿈에서 비둘기 목을 비틀어 버렸다고 하여 이름을 배뱅이라고 지었다. 귀엽고 곱게 잘 자랐으나, 18세에 우연히 병을 얻어 죽었다. 배뱅이 부모가 딸의 혼령을 위로하는 넋풀이를 하는데 엉터리 박수무당이 교묘한 수단을 써서 거짓 넋풀이를 해주고 많은 재물을 얻어 가진다는 내용이다.

## 의미
관서·해서 지방에서 성행되는 놀이이다. 배뱅이란 이 놀이에 나오는 여자 주인공의 이름이니, 그는 문벌이 높은 집의 무남독녀로 태어나서 곱게 자라 열여덟살에 우연히 병을 얻어 죽었다고 한다. 이 처녀를 낳을 때 어머니의 꿈에 비둘기 목을 비틀어 버렸다고 해서 이름을 배뱅이라고 지었다는 것이다. 이 놀이의 내용은 죽은 배뱅이의 혼령을 엉터리 박수무당이 교묘한 수단을 써서 거짓으로 넋풀이굿을 해주고 많은 재물을 얻어 가진다는 것이다. 무격(巫覡)의 일면상을 보여 주는 놀이이다.
특히 이 배뱅이굿의 창조(唱調)는 관서지방 무당들의 노랫소리 그대로이다. 이 배뱅이굿은 최근세에 형성된 것으로 보이는데 지금 전승되는 것은 평안도 김관준 계통을 이은 이은관(李殷官) <배뱅이굿>과 황해도 문창규(文昌圭) 계통을 이은 양소운(楊蘇云) <배뱅이굿>이 있으며, 이은관 <배뱅이굿>은 중요무형문화재 제29호 서도소리로 지정되었다. 반주는 장구 하나를 쓰는 것이나, 바라 · 피리 · 젓대 · 해금을 쓰기도 한다. 장단은 굿거리 · 볶는타령 · 막장단 · 중모리(산염불장단) 등으로 되어 있고, 소리는 수심가토리가 주가 되어 경토리(京畿民謠調) · 메나리토리도 쓰이는데, 양소운 <배뱅이굿>에는 육자배기토리가 끼어 있다. <배뱅이굿>에는 <산염불> · <자진염불> · <서도무가> 등의 서도민요도 있다.

## 전해오는 이야기
숙종 때에 경상도 태백산 아래 9대째 내려오는 무당 최씨라는 부자가 살았다. 어느 해 나라에서 귀천을 가리지 않고 과거를 보였으므로, 그도 이에 응시하여 급제하고 경상 감사 벼슬을 받았다. 그러나 부임 얼마 후 무당임이 탄로나 쫓겨나고, 황해도로 가서 최정승으로 행세하며 그곳에 사는 김, 이 두 정승과 형제의 의를 맺었다. 그런데 그들에게는 모두 혈육이 없었다. 어느 날 세 사람은 절에 가서 백일기도를 하여 각각 딸 하나씩을 낳았는데, 최정승은 딸의 이름을 ‘백의 백갑절’이라는 뜻으로 ‘배뱅[百百]이’라고 지었다.
이 셋은 어느덧 자라서 처녀가 되었다. 하루는 금강산 어느 절에서 나온 탁발승이 최정승 집에 왔는데, 배뱅이는 그 중에게 첫눈에 반하여 그를 불러들여서 벽장에 숨겨두고 함께 지냈다. 중은 머리를 기른 뒤 오겠다고 기약하고 떠난 후 다시 나타나지 않았다. 중을 기다리다 지친 배뱅이는 끝내 상사병을 앓다가 죽고 말았다. 최정승 내외는 딸 배뱅이의 넋이나마 불러보고 싶어 이를 이루어주는 사람에게는 재산의 절반을 나눠주겠다고 하였다. 이에 팔도의 이름난 무당들이 몰려들어 굿을 하였으나, 아무도 넋을 불러오지 못하였다. 그 때 지나가던 평양의 젊은 건달 부랑자가 무당 행세를 하여 넋을 불러들여 주었으므로, 최정승은 그에게 약속을 지켜 재산의 절반을 주었다는 것이다.

## 같이 보기
- 배뱅이굿보존회
- 일월노리푸념